# Anders Stjärne
Anders Valfrid Stjärne (i riksdagen kallad Stjärne i Södra Linnekulla), född 25 januari 1884 i Torpa, död där 2 maj 1970, var en svensk lantbrukare och politiker (folkpartist).
Anders Stjärne var lantbrukare i Södra Linnekulla i Torpa, där han också var kommunalt verksam som bland annat vice ordförande i kommunalfullmäktige. Han var även lokalt aktiv i bonderörelsen och Missionsförbundet.
Han var riksdagsledamot i andra kammaren för Östergötlands läns valkrets 1944-1952. I riksdagen var han bland annat suppleant i bankoutskottet 1945-1948 samt först suppleant 1949 och sedan ledamot 1950-1952 i tredje lagutskottet. Han var främst engagerad i jordbrukspolitik. I riksdagen skrev han 20 egna motioner om jordbruk och om vägar. En motion förordade en folklig konstskola.